# Acalypha segetalis
Acalypha segetalis är en törelväxtart som beskrevs av Johannes Müller Argoviensis. Acalypha segetalis ingår i släktet akalyfor, och familjen törelväxter. Inga underarter finns listade i Catalogue of Life.